# Helophorus glacialis
Helophorus glacialis är en skalbaggsart som beskrevs av Martín Villa Carenzo 1833. Helophorus glacialis ingår i släktet Helophorus, och familjen halsrandbaggar. Arten är reproducerande i Sverige.